# Mira Pyne
Mira Pyne, folbokförd som Miira' My Chatarina Pyne, ogift Åkerman,, född 11 oktober 1974 i Kristinehamn är en svensk operasångerska, sopran.. Pyne debuterade våren 2008 som Floria Tosca i Operahögskolans årliga uppspel på Kungliga Operan och fick sitt genombrott i rollen som Magda Sorel i Gian Carlo Menottis opera Konsuln. 2009 var hon solist vid Nobelprisutdelningen där hon bland annat framförde Toscas bön ur Puccinis Tosca och Donna Annas första aria ur Mozarts Don Giovanni. På Operahögskolan var Erik Sædén hennes pedagog och mentor.
Mira Pyne har senare verkat som musiklärare vid det estetiska programmet på Carlforsska gymnasiet i Västerås.